# Belogradtschik-Gletscher
Der Belogradtschik-Gletscher (bulgarisch ледник Белоградчик lednik Belogradtschik) ist ein 14 km langer und 5,6 km breiter Gletscher an der Oskar-II.-Küste des Grahamlands auf der Antarktischen Halbinsel. In den südlichen Aristotle Mountains fließt er von den Südosthängen des Madrid Dome südlich des Jeroboam- und westlich des Ambergris-Gletschers in südöstlicher Richtung zum Flask-Gletscher.
Britische Wissenschaftler kartierten ihn 1976. Die bulgarische Kommission für Antarktische Geographische Namen benannte ihn 2012 nach der Stadt Belogradtschik im Nordwesten Bulgariens.